# Ensenada Kraken
La ensenada Kraken es la mayor ensenada de la isla Candelaria del archipiélago Candelaria en las Islas Sandwich del Sur. Se ubica en la costa noreste de la isla, al oeste de la punta Lengua y al este de la laguna Gorgon.
Recibió su nombre por el Comité de Topónimos Antárticos del Reino Unido en 1971, en referencia al Kraken, monstruo marino de la mitología nórdica.
La isla nunca fue habitada ni ocupada, y como el resto de las Sandwich del Sur es reclamada por el Reino Unido que la hace parte del territorio británico de ultramar de las Islas Georgias del Sur y Sandwich del Sur, y por la República Argentina, que la hace parte del departamento Islas del Atlántico Sur dentro de la provincia de Tierra del Fuego, Antártida e Islas del Atlántico Sur.